# Stanisławów Studziński
Stanisławów Studziński [pronunciación en polaco: /staniˈswavuf stuˈd͡ʑiɲski/] es un pueblo ubicado en el distrito administrativo de Gmina Czerniewice, dentro del Condado de Tomaszów Mazowiecki, Voivodato de Łódź, en Polonia central. Se encuentra aproximadamente a 5 kilómetros al noroeste de Czerniewice, a 20 kilómetros al norte de Tomaszów Mazowiecki, y a 46 kilómetros al este de la capital regional Łódź.